# Kayla Barron
Kayla Jane Barron (Pocatello, 19 de setembro de 1987) é uma oficial de guerra submarina e astronauta da NASA da turma de 2017.

## Juventude e educação
Kayla Barron nasceu no dia 19 de Setembro de 1987 em Pocatello, sendo filha de Lauri e Scott Sax. Sua família mudou-se para Richland (Washington), onde ela graduou-se na Richland High School em 2006. Depois do Ensino Médio, Barron atendeu a Academia Naval dos Estados Unidos, onde ela graduou-se em 2010 com um Bacharelado em Engenharia de sistemas.  Enquanto estava na Academia Naval, Barron foi membro das equipes de Midshipmen cross country e de busca.  Seguindo sua graduação, Barron atendeu a Universidade de Cambridge, onde ela conseguiu um Mestrado em Engenharia nuclear.

## Carreira militar
Depois de conseguir seu Mestrado, Barron tornou-se parte do primeiro grupo de mulheres a tornarem-se oficiais de guerra submarina. Ela atendeu à planta nuclear da Marinha e o programa de treinamento de oficiais submarinos e foi atribuída ao submarino classe-Ohio USS Maine. Enquanto servia no USS Maine, Barron completou três patrulhas e foi uma oficial de divisão. Seguindo sua atribuição no submarino, Barron foi Flag Aide para o Superintendente na Academia Naval até sua seleção como astronauta.

## Carreira na NASA
Em Junho de 2017, Barron foi selecionada como membro do Grupo 22 de Astronautas da Nasa, e começou seu treinamento de dois anos. Ela foi a quinta graduada na Academia Naval a ser selecionada como candidata a astronauta.

## Vida pessoal
Barron é casada com Tom Barron, um oficial das Forças Especiais do Exército dos Estados Unidos. Ela gosta de escalar, fazer mochilão, correr e ler.

## Prêmios e honrarias
Durante sua carreira na Marinha, Barron foi premiada com Navy and Marine Corps Commendation Medal, e a Navy and Marine Corps Achievement Medal.
Ela foi uma Trident Scholar e Distinguished Graduate na Academia Naval e uma Gates Cambridge Scholar em Cambridge.